# Antoon Croonen

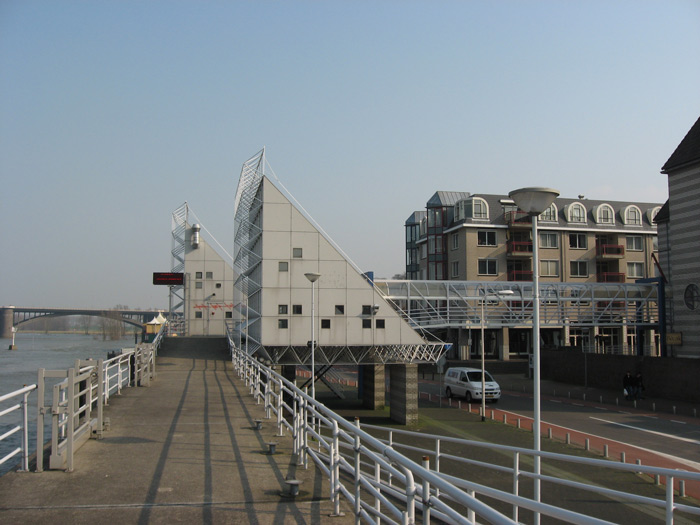
Hendrik Heucksteiger, Nijmegen, 1990

Antoon Gerardus Majella (Antoon) Croonen (Oldenzaal, 21 oktober 1923 - Nijmegen, 9 december 2006) was een Nederlands architect.

## Leven en werk
Antoon Croonen werd in 1923 geboren in Oldenzaal. Zijn vader, K.L. Croonen, was daar architect. De jonge Croonen studeerde bouwkunde aan de Technische Hogeschool Delft. Daarna trad hij in dienst bij de architect Jan van der Laan een telg van de bekende Leidse architectenfamilie Van der Laan. Onder verantwoordelijkheid van Jan van der Laan werd in de jaren vijftig van de 20e eeuw gebouwd aan een groot ziekenhuiscomplex op het landgoed Heyendaal in Nijmegen. In 1956 kwam Croonen te werken bij het Bouwbureau Heyendaal dat geleid werd door Pieter Dijkema. In die periode doceerde Croonen ook aan de Academie voor Bouwkunst in Tilburg en Arnhem. In 1963 richtte hij met Pieter Dijkema het architectenbureau ‘Dijkema en Croonen’ op. Het bureau was actief betrokken bij de bouwplannen van de Katholieke Universiteit Nijmegen. In 1988 trad Dijkema terug uit het bureau. Croonen leidde het bureau tot 1997.
Croonen ontwierp in Nijmegen tal van gebouwen. Bouwtechnieken en –methoden worden door hem op een originele wijze benut om eigenzinnige bouwwerken te ontwerpen. Hij benadert het ontwerpen als een intuïtief proces en is gegrepen door relaties. Het wezen van een bouwwerk wordt bepaald door de onderlinge relaties van de delen en de relatie tussen binnen en buiten.
Tot zijn Nijmeegse ontwerpen behoren onder meer: het gebouw van de Rabobank aan het Keizer Karelplein, het Centraal Dierenlaboratorium, het Instituut voor Dermatologie, het Trigon (een researchlaboratorium van de Radboud Universiteit Nijmegen), het Bevrijdingsmuseum in Groesbeek en de Hoogwatersteiger met Vischmarktcomplex aan de Waalkade.
In 1990 ontving Antoon Croonen de Karel de Grote-prijs, de cultuurprijs van Nijmegen voor zijn gehele oeuvre.

## Lijst met werken
| Bouw      | Naam                                                                               | Plaats         | Bijzonderheden           | Afbeelding |
| --------- | ---------------------------------------------------------------------------------- | -------------- | ------------------------ | ---------- |
| 1965-1965 | Woonhuis, Burggraafstraat 13                                                       | Nijmegen       | voormalig eigen woonhuis |            |
| 1966      | Goede Herderkerk                                                                   | Sint-Oedenrode | i.s.m. Pieter Dijkema    |            |
| 1971      | Johannes de Doperkerk                                                              | Boskoop        | i.s.m. Pieter Dijkema    |            |
| 1987-1987 | E-gebouw, verpleeggebouw UMC St. Radboud                                           | Nijmegen       |                          |            |
| 1990      | Twee driehoekige gebouwtjes op de Hendrik Heucksteiger, Hendrik Heucksteiger 1 & 3 | Nijmegen       | gesloopt maart 2008      |            |
| 1992      | Instituut voor Dermatologie, René Descartesdreef 1                                 | Nijmegen       |                          |            |
| 1997      | Centraal Dierenlaboratorium                                                        | Nijmegen       |                          |            |
| 1996-1998 | Nijmeegse hoofdkantoor Rabobank, Keizer Karelplein 1                               | Nijmegen       |                          |            |